# Bélgica nos Jogos Olímpicos de Verão de 2008
A Bélgica participou dos Jogos Olímpicos de Verão de 2008, em Pequim, na China. O país estreou nos Jogos em 1900 e esta foi sua 24ª aparição.

## Medalhas
| Atleta                                                  | Esporte   | Evento                       | Medalha |
| ------------------------------------------------------- | --------- | ---------------------------- | ------- |
| Tia Hellebaut                                           | Atletismo | Salto em altura feminino     | Ouro    |
| Olivia Borlée Kim Gevaert Hanna Mariën Élodie Ouédraogo | Atletismo | Revezamento 4x100 m feminino | Ouro    |

## Desempenho

### Atletismo
Masculino
| Atletas                                                            | Evento                | Preliminares | Preliminares | Quartas | Quartas | Semifinal  | Semifinal | Final         | Final         |
| Atletas                                                            | Evento                | Marca        | Posição      | Marca   | Posição | Marca      | Posição   | Marca         | Posição       |
| ------------------------------------------------------------------ | --------------------- | ------------ | ------------ | ------- | ------- | ---------- | --------- | ------------- | ------------- |
| Kristof Beyens                                                     | 200 metros            | 20s69        | 19º          | 20s50   | 16º     | 20s69      | 15º       | Não avançou   | Não avançou   |
| Jonathan Borlée                                                    | 400 metros            | 45s25        | 17º          |         |         | 45s11      | 16º       | Não avançou   | Não avançou   |
| Kevin Borlée                                                       | 400 metros            | 45s43        | 21º          |         |         | 44s88 (NR) | 8º        | Não avançou   | Não avançou   |
| Cédric Van Branteghem                                              | 400 metros            | 45s54        | 24º          |         |         | 45s81      | 24º       | Não avançou   | Não avançou   |
| Monder Rizki                                                       | 5000 metros           | 13m54s41     | 26º          |         |         |            |           | Não avançou   | Não avançou   |
| Pieter Desmet                                                      | 3000 m com obstáculos | 8m37s99      | 33º          |         |         |            |           | Não avançou   | Não avançou   |
| Jonathan Borlée Kevin Borlée Cédric Van Branteghem Arnaud Ghislain | Revezamento 4x400 m   | 3m00s67 (NR) | 6º           |         |         |            |           | 2m59s37 (NR)  | 5º            |
| Kevin Rans                                                         | Salto com vara        | 5,45m        | 28º          |         |         |            |           | Não avançou   | Não avançou   |
| Hans Van Alphen                                                    | Decatlo               |              |              |         |         |            |           | Não completou | Não completou |
| Frédéric Xhonneux                                                  | Decatlo               |              |              |         |         |            |           | Não completou | Não completou |

Feminino
| Atletas                                                 | Evento                | Preliminares | Preliminares | Quartas     | Quartas     | Semifinal   | Semifinal   | Final       | Final           |
| Atletas                                                 | Evento                | Marca        | Posição      | Marca       | Posição     | Marca       | Posição     | Marca       | Posição         |
| ------------------------------------------------------- | --------------------- | ------------ | ------------ | ----------- | ----------- | ----------- | ----------- | ----------- | --------------- |
| Kim Gevaert                                             | 100 metros            | 11s33        | 10º          | 11s10       | 6º          | 11s30       | 11º         | Não avançou | Não avançou     |
| Kim Gevaert                                             | 200 metros            | Não largou   | Não largou   | Não avançou | Não avançou | Não avançou | Não avançou | Não avançou | Não avançou     |
| Nathalie De Vos                                         | 10000 metros          |              |              |             |             |             |             | 32m33s45    | 24º             |
| Veerle Dejaeghere                                       | 3000 m com obstáculos | 9m54s65      | 39º          |             |             |             |             | Não avançou | Não avançou     |
| Olivia Borlée Kim Gevaert Hanna Mariën Élodie Ouédraogo | Revezamento 4x100 m   | 42s92 (SB)   | 3º           |             |             |             |             | 42s54 (NR)  | Medalha de ouro |
| Tia Hellebaut                                           | Salto em altura       | 1,93m        | 1º           |             |             |             |             | 2,05m (NR)  | Medalha de ouro |

### Canoagem de velocidade
Masculino
| Atleta                   | Evento     | Preliminar | Preliminar | Semifinais | Semifinais | Final       | Final       |
| Atleta                   | Evento     | Tempo      | Posição    | Tempo      | Posição    | Tempo       | Posição     |
| ------------------------ | ---------- | ---------- | ---------- | ---------- | ---------- | ----------- | ----------- |
| Kevin De Bont Bob Maesen | K-2 1000 m | 3m21s604   | 4º         | 3m24s148   | 4º         | Não avançou | Não avançou |

### Ciclismo Mountain Bike
Masculino
| Atleta           | Evento        | Final     | Final     |
| Atleta           | Evento        | Tempo     | Posição   |
| ---------------- | ------------- | --------- | --------- |
| Sven Nys         | Cross-country | 2h01m00s  | 4º        |
| Roel Paulissen   | Cross-country | 2h03m30s  | 19º       |
| Filip Meirhaeghe | Cross-country | -2 voltas | -2 voltas |

### Ciclismo de estrada
Masculino
| Atleta                | Evento             | Final              | Final         |
| Atleta                | Evento             | Tempo              | Posição       |
| --------------------- | ------------------ | ------------------ | ------------- |
| Mario Aerts           | Corrida em estrada | 6h24m01s (+0 m12s) | 7º            |
| Johan Vansummeren     | Corrida em estrada | 6h26m27s (+2m38s)  | 41º           |
| Christophe Brandt     | Corrida em estrada | Não completou      | Não completou |
| Jurgen Van den Broeck | Corrida em estrada | Não completou      | Não completou |
| Maxime Monfort        | Corrida em estrada | Não completou      | Não completou |
| Maxime Monfort        | Contra o relógio   | 1h07m12s (+5m01s)  | 25º           |

Feminino
| Atleta           | Evento             | Final             | Final   |
| Atleta           | Evento             | Tempo             | Posição |
| ---------------- | ------------------ | ----------------- | ------- |
| Lieselot Decroix | Corrida em estrada | 3h36m35s (+4m11s) | 44º     |

### Ciclismo de pista
Masculino
| Atleta                      | Evento             | Pontos/Voltas | Posição |
| --------------------------- | ------------------ | ------------- | ------- |
| Iljo Keisse                 | Corrida por pontos | 8/0           | 12º     |
| Iljo Keisse Kenny De Ketele | Madison            | 17/-1         | 4º      |

### Futebol
Masculino
| Equipe | Equipe | Fase de grupos                                           | Fase de grupos | Quartas                | Semifinal              | Final                                | Pos. |
| Equipe | Equipe | Adversário e resultado                                   | Pos.           | Adversário e resultado | Adversário e resultado | Adversário e resultado               | Pos. |
| --- | --- | -------------------------------------------------------- | -------------- | ---------------------- | ---------------------- | ------------------------------------ | ---- |
| Logan Bailly Yves Makabu-Makalambay Laurent Ciman Sepp De Roover Vincent Kompany Landry Mulemo Sébastien Pocognoli Thomas Vermaelen Jan Vertonghen | Marouane Fellaini Faris Haroun Maarten Martens Jeroen Simaeys Anthony Vanden Borre Mousa Dembélé Tom De Mul Stijn De Smet Kevin Mirallas | BRA Brasil D 0-1 CHN China V 2-0 NZL Nova Zelândia V 1-0 | 2º (gr. C)     | ITA Itália V 3-2       | NGR Nigéria D 1-4      | Disputa pelo bronze BRA Brasil D 0-3 | 4º   |

### Ginástica artística
Masculino
| Atleta         | Evento           | Aparelho | Aparelho | Aparelho       | Aparelho | Aparelho       | Aparelho  | Qualificação | Qualificação | Final       | Final       |
| Atleta         | Evento           | Salto    | Solo     | Cav. com alças | Argolas  | Bar. paralelas | Bar. fixa | Total        | Pos.         | Total       | Pos.        |
| -------------- | ---------------- | -------- | -------- | -------------- | -------- | -------------- | --------- | ------------ | ------------ | ----------- | ----------- |
| Koen Van Damme | Individual geral | 14,450   | 12,575   | 14,200         | 14,325   | 14,600         | 14,475    | 84,625       | 43º          | Não avançou | Não avançou |

Feminino
| Atleta     | Evento           | Aparelho | Aparelho | Aparelho          | Aparelho | Qualificação | Qualificação | Final  | Final |
| Atleta     | Evento           | Salto    | Solo     | Bar. assimétricas | Trave    | Total        | Pos.         | Total  | Pos.  |
| ---------- | ---------------- | -------- | -------- | ----------------- | -------- | ------------ | ------------ | ------ | ----- |
| Gaelle Mys | Individual geral | 14,050   | 14,125   | 14,175            | 14,800   | 57,150       | 31º          | 53,950 | 24º   |

### Halterofilismo
Masculino
| Atleta        | Evento | Arranque (kg) | Arremesso (kg) | Total (kg) | Posição |
| ------------- | ------ | ------------- | -------------- | ---------- | ------- |
| Tom Goegebuer | -56kg  | 114,0 (NR)    | 137,0 (=NR)    | 251,0 (NR) | 13º     |

### Hipismo
CCE
| Atleta            | Cavalo                  | Evento     | Adestramento | Adestramento | Cross-country | Cross-country | Saltos         | Saltos         | Saltos      | Saltos      | Total  | Total   |
| Atleta            | Cavalo                  | Evento     | Adestramento | Adestramento | Cross-country | Cross-country | Qualificatória | Qualificatória | Final       | Final       | Total  | Total   |
| Atleta            | Cavalo                  | Evento     | Pen.         | Posição      | Pen.          | Posição       | Pen.           | Posição        | Pen.        | Posição     | Pen.   | Posição |
| ----------------- | ----------------------- | ---------- | ------------ | ------------ | ------------- | ------------- | -------------- | -------------- | ----------- | ----------- | ------ | ------- |
| Karin Donckers    | Gazelle De La Brasserie | Individual | 31,70        | 2º           | 25,60         | 9º            | 4              | 12º            | 4           | 11º         | 65,30  | 9º      |
| Joris Vanspringel | Bold Action             | Individual | 52,00        | 38º          | 66,40         | 49º           | 15             | 47º            | Não avançou | Não avançou | 133,40 | 46º     |

Saltos
| Atleta      | Cavalo | Evento     | Ronda Ind. 1 | Ronda Ind. 1 | Ronda Ind. 2 | Ronda Ind. 2 | Ronda Ind. 2 | Ronda Ind. 3 | Ronda Ind. 3 | Ronda Ind. 3 | Final   | Final   | Final   | Final   | Posição final |
| Atleta      | Cavalo | Evento     | Ronda Ind. 1 | Ronda Ind. 1 | Ronda Ind. 2 | Ronda Ind. 2 | Ronda Ind. 2 | Ronda Ind. 3 | Ronda Ind. 3 | Ronda Ind. 3 | Ronda A | Ronda A | Ronda B | Ronda B | Posição final |
| Atleta      | Cavalo | Evento     | Pen.         | Posição      | Pen.         | Total        | Posição      | Pen.         | Total        | Posição      | Pen.    | Posição | Pen.    | Total   | Posição final |
| ----------- | ------ | ---------- | ------------ | ------------ | ------------ | ------------ | ------------ | ------------ | ------------ | ------------ | ------- | ------- | ------- | ------- | ------------- |
| Jos Lansink | Cumano | Individual | 1            | 14º          | 1            | 2            | 4º           | 2            | 4            | 2º           | 0       | 1º      | 8       | 14º     | 10º           |

### Hóquei sobre a grama
Masculino
| Equipe | Fase de grupos                                                                                       | Fase de grupos | Segunda fase                          | Final                  | Pos. |
| Equipe | Adversário e resultado                                                                               | Pos.           | Adversário e resultado                | Adversário e resultado | Pos. |
| --- | --- | -------------- | ------------------------------------- | ---------------------- | ---- |
| Thomas Briels Cédric Charlier Cédric De Greve Jérôme Dekeyser Félix Denayer John-John Dohmen Philippe Goldberg Grégory Gucassoff Patrice Houssein Max Luyckx Xavier Reckinger Thierry Renaer Jérôme Truyens Thomas Van den Balck Charles Vandeweghe Loïc Vandeweghe | ESP Espanha D 2-4 GER Alemanha E 1-1 NZL Nova Zelândia D 2-4 KOR Coreia do Sul D 1-3 CHN China V 3-1 | 5º (Gr. A)     | Decisão do 9º lugar: CAN Canadá V 3-0 | Não avançou            | 9º   |

### Judô
Masculino
| Atleta           | Evento | Preliminares           | Fase de 32                  | Fase de 16             | Quartas                | Semifinais             | Repescagem                 | Repescagem               | Repescagem                  | Final                                         | Final |
| Atleta           | Evento | Preliminares           | Fase de 32                  | Fase de 16             | Quartas                | Semifinais             | 1ª fase                    | Quartas                  | Semifinais                  | Final                                         | Final |
| Atleta           | Evento | Adversário e resultado | Adversário e resultado      | Adversário e resultado | Adversário e resultado | Adversário e resultado | Adversário e resultado     | Adversário e resultado   | Adversário e resultado      | Adversário e resultado                        | Pos.  |
| ---------------- | ------ | ---------------------- | --------------------------- | ---------------------- | ---------------------- | ---------------------- | -------------------------- | ------------------------ | --------------------------- | --------------------------------------------- | ----- |
| Dirk Van Tichelt | -73 kg |                        | AZE E. Mammadli D 0000-1000 |                        |                        |                        | BLR K. Semenov V 1021-0020 | PRK Kim C-S. V 1011-0000 | JPN Y. Kanamaru V 0211-0000 | Disputa pelo bronze TJK R. Boqiev D 0000-0011 | 5º    |

Feminino
| Atleta            | Evento | Preliminares           | Fase de 32                  | Fase de 16                 | Quartas                     | Semifinais             | Repescagem             | Repescagem                  | Repescagem                  | Final                  | Final       |
| Atleta            | Evento | Preliminares           | Fase de 32                  | Fase de 16                 | Quartas                     | Semifinais             | 1ª fase                | Quartas                     | Semifinais                  | Final                  | Final       |
| Atleta            | Evento | Adversário e resultado | Adversário e resultado      | Adversário e resultado     | Adversário e resultado      | Adversário e resultado | Adversário e resultado | Adversário e resultado      | Adversário e resultado      | Adversário e resultado | Pos.        |
| ----------------- | ------ | ---------------------- | --------------------------- | -------------------------- | --------------------------- | ---------------------- | ---------------------- | --------------------------- | --------------------------- | ---------------------- | ----------- |
| Ilse Heylen       | -52 kg |                        | FRA A. La Rizza V 0001-0000 | AUS K-A. Ryder V 1000-0000 | JPN M. Nakamura D 0000-0001 |                        |                        | GER R. Tarangul V 0002-0000 | KAZ S. Kaliyeva D 0000-1000 | Não avançou            | Não avançou |
| Catherine Jacques | -70 kg |                        |                             | ITA Y. Scapin D 0000-0010  | Não avançou                 | Não avançou            | Não avançou            | Não avançou                 | Não avançou                 | Não avançou            | Não avançou |

### Natação
Masculino
| Atleta(s)            | Evento          | Eliminatórias | Eliminatórias | Semifinal   | Semifinal   | Final       | Final       |
| Atleta(s)            | Evento          | Tempo         | Posição       | Tempo       | Posição     | Tempo       | Posição     |
| -------------------- | --------------- | ------------- | ------------- | ----------- | ----------- | ----------- | ----------- |
| Yoris Grandjean      | 50 m livre      | 22s45 (NR)    | 28º           | Não avançou | Não avançou | Não avançou | Não avançou |
| Yoris Grandjean      | 100 m livre     | 48s82 (NR)    | 19º           | Não avançou | Não avançou | Não avançou | Não avançou |
| Glenn Surgeloose     | 200 m livre     | 1m48s92 (NR)  | 30º           | Não avançou | Não avançou | Não avançou | Não avançou |
| Tom Vangeneugden     | 1500 m livre    | 15m11s04 (NR) | 20º           |             |             | Não avançou | Não avançou |
| François Heersbrandt | 100 m borboleta | 53s33         | 37º           | Não avançou | Não avançou | Não avançou | Não avançou |
| Mathieu Fonteyn      | 200 m borboleta | 1m56s65 (NR)  | 19º           | Não avançou | Não avançou | Não avançou | Não avançou |
| Brian Ryckeman       | 10 km maratona  |               |               |             |             | 1h52m10s    | 7º          |

Feminino
| Atleta(s)       | Evento      | Eliminatórias | Eliminatórias | Semifinal | Semifinal | Final       | Final       |
| Atleta(s)       | Evento      | Tempo         | Posição       | Tempo     | Posição   | Tempo       | Posição     |
| --------------- | ----------- | ------------- | ------------- | --------- | --------- | ----------- | ----------- |
| Elise Matthysen | 100 m peito | 1m08s37 (NR)  | 16º           | 1m09s00   | 13º       | Não avançou | Não avançou |
| Elise Matthysen | 200 m peito | 2m27s04 (NR)  | 15º           | 2m29s64   | 16º       | Não avançou | Não avançou |

### Remo
Masculino
| Equipe                          | Evento        | Eliminatórias | Eliminatórias | Repescagem | Repescagem | Quartas | Quartas  | Semifinal | Semifinal | Final   | Final                |
| Equipe                          | Evento        | Tempo         | Posição       | Tempo      | Posição    | Tempo   | Posição  | Tempo     | Posição   | Tempo   | Posição (Pos. final) |
| ------------------------------- | ------------- | ------------- | ------------- | ---------- | ---------- | ------- | -------- | --------- | --------- | ------- | -------------------- |
| Tim Maeyens                     | Skiff simples | 7m16s60       | 1º Q          |            |            | 6m52s70 | 2º S A/B | 6m59s65   | 3º FA     | 7m03s40 | 4º (4º)              |
| Bart Poelvoorde Christophe Raes | Skiff duplo   | 6m31s84       | 4º R          | 6m24s01    | 2º S A/B   |         |          | 6m26s91   | 5º FB     | 6m35s55 | 2º (8º)              |

### Tênis
Masculino
| Atleta                      | Evento  | Fase de 64                   | Fase de 32                                   | Fase de 16                               | Quartas                | Semifinais             | Final                  | Final       |
| Atleta                      | Evento  | Adversário e resultado       | Adversário e resultado                       | Adversário e resultado                   | Adversário e resultado | Adversário e resultado | Adversário e resultado | Posição     |
| --------------------------- | ------- | ---------------------------- | -------------------------------------------- | ---------------------------------------- | ---------------------- | ---------------------- | ---------------------- | ----------- |
| Steve Darcis                | Simples | CHI N. Massú D 4-6, 5-7      | Não avançou                                  | Não avançou                              | Não avançou            | Não avançou            | Não avançou            | Não avançou |
| Olivier Rochus              | Simples | CZE I. Minar V 6-3, 3-6, 6-3 | SRB J. Tipsarević V 7-6, 2-3, ab.            | CHI F. González D 0-6, 3-6               | Não avançou            | Não avançou            | Não avançou            | Não avançou |
| Steve Darcis Olivier Rochus | Duplas  |                              | ARG G. Cañas - D. Nalbandian V 6-7, 7-6, 6-3 | RUS I. Andreev - N. Davydenko D 6-7, 2-6 | Não avançou            | Não avançou            | Não avançou            | Não avançou |

### Tênis de mesa
Masculino
| Atleta(s)         | Evento     | Preliminar             | 1ª etapa               | 2ª etapa                                                   | 3ª etapa               | 4ª etapa               | Quartas                | Semifinais             | Final                  |
| Atleta(s)         | Evento     | Adversário e resultado | Adversário e resultado | Adversário e resultado                                     | Adversário e resultado | Adversário e resultado | Adversário e resultado | Adversário e resultado | Adversário e resultado |
| ----------------- | ---------- | ---------------------- | ---------------------- | ---------------------------------------------------------- | ---------------------- | ---------------------- | ---------------------- | ---------------------- | ---------------------- |
| Jean-Michel Saive | Individual |                        |                        | NGR S. Toriola D 2-4 (8-11, 7-11, 11-8, 11-9, 3-11, 10-12) | Não avançou            | Não avançou            | Não avançou            | Não avançou            | Não avançou            |

### Triatlo
Masculino
| Atleta        | Evento    | Natação | Natação | Ciclismo | Ciclismo | Corrida | Corrida | Total       | Posição final |
| Atleta        | Evento    | Tempo   | Posição | Tempo    | Posição  | Tempo   | Posição | Total       | Posição final |
| ------------- | --------- | ------- | ------- | -------- | -------- | ------- | ------- | ----------- | ------------- |
| Peter Croes   | Masculino | 18m26s  | 38º     | 1h17m43s | 24º      | 33m25s  | 26º     | 1h51m40s94  | 27º           |
| Axel Zeebroek | Masculino | 18m30s  | 43º     | 1h16m45s | 1º       | 33m15s  | 24º     | 1h50 m30s90 | 13º           |

### Vela
Feminino
| Atleta        | Evento       | Regata | Regata | Regata | Regata | Regata | Regata | Regata | Regata | Regata | Regata | Pontos | Posição |
| Atleta        | Evento       | 1      | 2      | 3      | 4      | 5      | 6      | 7      | 8      | 9      | M      | Pontos | Posição |
| ------------- | ------------ | ------ | ------ | ------ | ------ | ------ | ------ | ------ | ------ | ------ | ------ | ------ | ------- |
| Evi Van Acker | Laser Radial | 1      | 10     | 16     | 10     | 12     | 6      | 12     | 4      | 18     | 20     | 91     | 8º      |

Aberto
| Atleta                               | Evento  | Regata | Regata | Regata | Regata | Regata | Regata | Regata | Regata | Regata | Regata | Regata  | Pontos | Posição |
| Atleta                               | Evento  | 1      | 2      | 3      | 4      | 5      | 6      | 7      | 8      | 9      | 10     | M       | Pontos | Posição |
| ------------------------------------ | ------- | ------ | ------ | ------ | ------ | ------ | ------ | ------ | ------ | ------ | ------ | ------- | ------ | ------- |
| Carolijn Brouwer Sebastien Godefroid | Tornado | 11     | 11     | 5      | 6      | 3      | 8      | 13     | 9      | DNF    | 9      | Não av. | 72     | 12º     |

### Voleibol de praia
Feminino
| Atleta                             | Fase de grupos | Fase de grupos | Oitavas de final                                   | Quartas de final       | Semifinais             | Final                  |
| Atleta                             | Adversário e resultado | Pos.           | Adversário e resultado                             | Adversário e resultado | Adversário e resultado | Adversário e resultado |
| ---------------------------------- | --- | -------------- | -------------------------------------------------- | ---------------------- | ---------------------- | ---------------------- |
| Liesbeth Mouha Liesbet Van Breedam | NOR K. Maaseide/S. Glesnes D 0 - 2 (22-24; 18-21) CHN Tian J./Wang J. D 1 - 2 (21-18; 19-21; 13-15) SUI S. Kuhn/L. Schwer V 2 - 0 (21-18; 21-17) Repescagem GEO Saka/Rtvelo V 2 - 0 (21-13; 21-19) | 3º (gr. A)     | USA M. May-Treanor/K. Walsh D 0 - 2 (22-24; 10-21) | Não avançou            | Não avançou            | Não avançou            |

### Remo
| S | Classificado(a) para as semifinais |    |                        | FA | Final A (disputa de medalhas) |  |  | FD | Final D (sem medalhas) |
| Q | Classificado(a) para as quartas    | FB | Final B (sem medalhas) | FE | Final E (sem medalhas)        |  |  |    |                        |
| R | Classificado(a) para a repescagem  | FC | Final C (sem medalhas) | FF | Final F (sem medalhas)        |  |  |    |                        |

### Vela
| M   | Regata da Medalha da qual só participam os dez primeiros colocados das regatas anteriores  |  |  | CAN | Regata cancelada |
| BFD | Desclassificado por bandeira preta (Black Flag Disqualified)                               |  |  |     |                  |
| UFD | Desclassificado por bandeira "U" (U Flag Disqualified)                                     |  |  |     |                  |
| OCS | Largada queimada (On the Course Side of the starting line)                                 |  |  |     |                  |
| DNE | Desclassificação sem eliminação (infração a um item do regulamento da prova – Did Not End) |  |  |     |                  |